# Shadrapha
 (janvier 2016).
Si vous disposez d'ouvrages ou d'articles de référence ou si vous connaissez des sites web de qualité traitant du thème abordé ici, merci de compléter l'article en donnant les références utiles à sa vérifiabilité et en les liant à la section « Notes et références ».

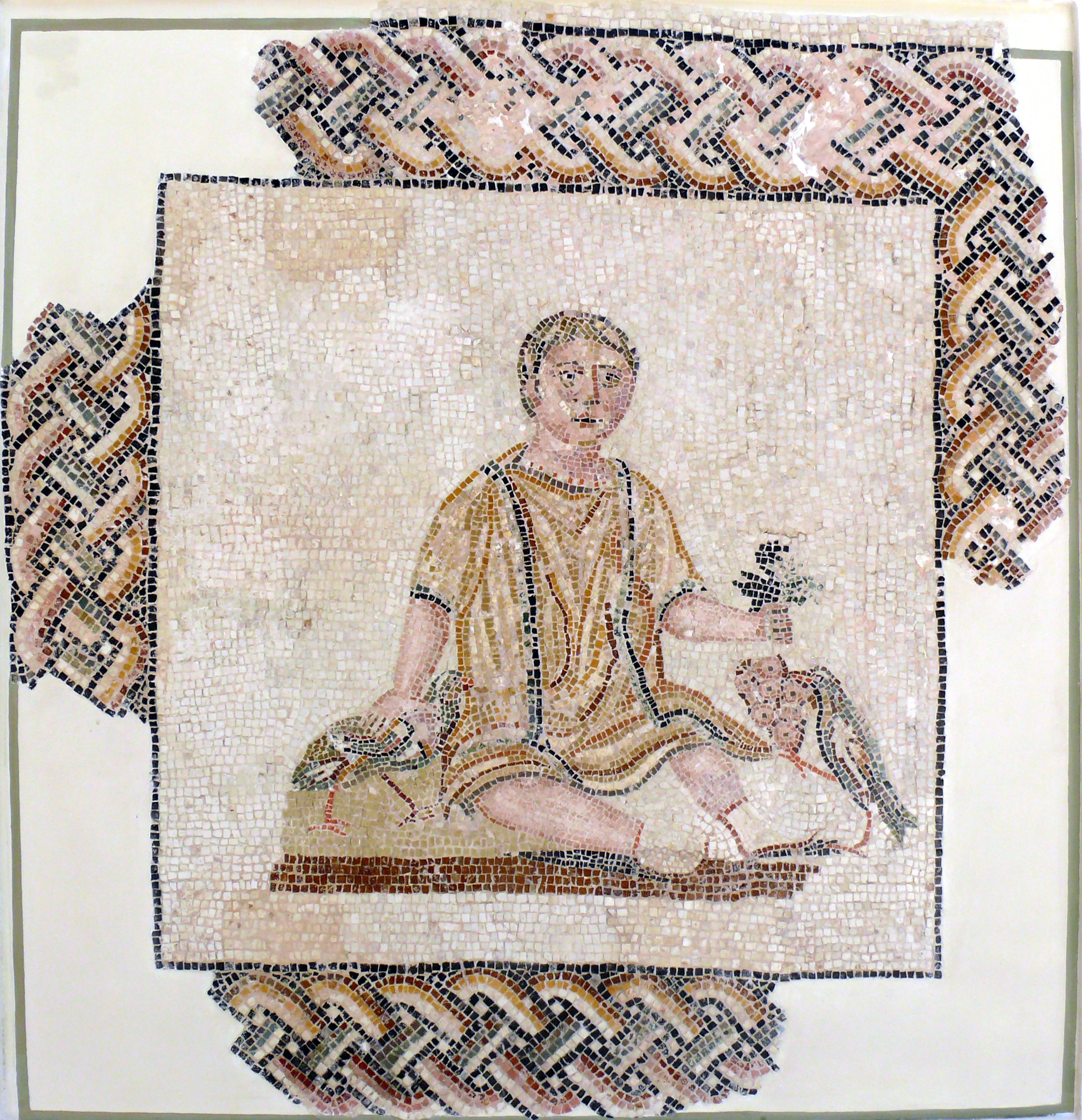
Mosaïque du Shadrapha enfant au musée archéologique de Sousse.

Shadrapha est une divinité phénico-punique de la santé, de la guérison. Il possède en outre des fonctions de fécondation. Vénéré particulièrement en Afrique du Nord, il y fut assimilé à Liber Pater.